# Marilyn Manson (person)
 For alternative betydninger, se Marilyn Manson. (Se også artikler, som begynder med Marilyn Manson)
Marilyn Manson (født Brian Hugh Warner, 5. januar 1969) er en amerikansk sanger, sangskriver, musiker, komponist, skuespiller, kunstmaler, forfatter og forhenværende musikjournalist. Han er kendt for sin kontroversielle scenepersona og sit image som forsanger i bandet af samme navn. Hans navn er dannet af en modstilling mellem to af 1960'ernes amerikanske popkulturelle ikoner: Skuespilleren Marilyn Monroe og forbryderen Charles Manson. 
Marilyn Manson er bedst kendt for sine musikalbums fra 1990'erne, der var med til at give ham et ry som en kontroversiel figur i medierne med en negativ indflydelse på unge mennesker.
Manson har medvirket i film af bl.a. David Lynch og Michael Moore, og har udstillet sin kunst i både USA og Europa.

## Historie

### Opvækst
Marilyn Manson blev født i Canton, Ohio, som søn af Hugh og Barb Warner. Familien Warner, som tilhørte middelklassen, flyttede til Tampa Bay, Florida. Da Manson var atten år gammel, gik han på Community College og begyndte at skrive for det lokale musikblad "25th Parallel". I den forbindelse interviewede han en række lokale bands samt bands kendt i bredere sammenhæng, bl.a. My Life With Thrill Kill Kult og Saigon Kick, men fandt i sidste ende ud af, at han hellere selv ville optræde og spille.

### Perioden 2003-2007
I december 2006 gik Manson og Dita von Teese fra hinanden, og fire måneder efter skilsmissen bebudede sangeren, at han havde fundet sit livs sande kærlighed og en kvinde, som forstod ham. Der var tale om skuespilleren Evan Rachel Wood, og Manson udtalte bl.a.: »Jeg var gift med en person, der ville lave om på mig og have mig til at blive mere voksen. I min nye kæreste har jeg fået en dobbeltgænger, en tvilling.« Omgivelsernes reaktioner på dette forhold var delt pga. aldersforskellen. Men skønt Wood blot var nitten år og halvt så gammel som Manson selv, tog han det roligt.
Det blev meddelt i januar 2007 på Marilyn Mansons hjemmeside, at der ville komme en ny plade 5. juni 2007. Den udkom med titlen Eat Me Drink Me. Efterfølgende ville han tage på en verdensturné, bl.a. til Danmark, hvor han spillede 14. december 2007 i Valby-Hallen.

## Film og fjernsyn
Mansons første filmrolle var i 1997 som en pornografisk skuespiller i David Lynchs Lost Highway. Siden har han været med i flere film. "Jawbreaker" fra 1999; rollen som The Stranger. "Partymonster" fra 2003; rollen som Christina. "The heart is deceitful above all things" fra 2004; rollen som Jackson. "Area 51" fra 2005; rollen som Edgar. "Rise: Blood Hunter" fra 2007; rollen som Bartender. "Wrong cops" fra 2013; rollen som David Dolores Frank.

## Malerier
Den 31. oktober 2006 åbnede Marilyn Manson et kunstgalleri med sine akvarelmalerier. Siden har de været udstillet mange steder i verden, bl.a. Tyskland. Malerierne kan ses på Mansons hjemmeside.

### Karrierestart
I 2004 sagde Manson i et interview til i-D, at han havde begyndt sin karriere som en vandfarvemaler. Den 13.-14. december 2002 blev hans første show, The Golden Age of Grotesque, holdt ved Los Angeles Contemporary Exhibitions Centre. Kunstanmelderen i America's Max Henry mente, at de var ‘psychiatric patient given materials to use as therapy’ (en psykiatisk patient, som har fået materialer til sin terapi), og han sagde, at Mansons arbejde aldrig ville blive taget seriøst. Den 14.-15. september 2004 holdt Marilyn Manson sit andet show, den første dag i Paris og den anden i Berlin. Showet blev kaldt ‘Trismegistus’.

## Diskografi
- 1994 – Portrait of an American Family
- 1995 – Smells Like Children
- 1996 – Antichrist Superstar
- 1997 – Remix & Repent
- 1998 – Mechanical Animals
- 1999 – The Last Tour on Earth
- 2000 – Holy Wood (In the Shadow of the Valley of Death)
- 2002 – Killer Wasps - The Real Ultra Rare Tracks
- 2003 – The Golden Age of Grotesque
- 2005 – Lest We Forget
- 2007 – Eat Me, Drink Me
- 2008 – Lost & Found
- 2009 – The High End of Low
- 2012 – Born Villain
- 2015 – The Pale Emperor
- 2020 – We Are Chaos
- 2024 – One Assassination Under God - Chapter 1

## Bøger
- Marilyn Manson – The Long Hard Road Out of Hell (1998)
- Marilyn Manson – Holy Wood (ikke udgivet)

## Filmografi
- Lost Highway (1997)
- Spawn (1997)
- Jawbreaker (1999)
- Clone High (2000)
- From Hell (score, 2001)
- Not Another Teen Movie (score, 2001)
- Resident Evil (score, 2002)
- Bowling for Columbine (interview, 2002)
- The Hire: Beat The Devil (2003)
- Party Monster (2003)
- Doppelherz (director, 2003)
- The Heart Is Deceitful Above All Things (2004)
- House of Wax (2005)
- Living Neon Dreams (2006)
- Rise (2006)
- Phantasmagoria: The Visions of Lewis Carroll (2007)
- The Nightmare Before Christmas
- Sons of Anarchy (2013-2014)  List of Sons of Anarchy characters#Ron Tully